# Калчо Симеонов
Калчо Симеонов е български възрожденец, габровски търговец. В 1879 година е депутат по право в Учредителното събрание като председател на Габровския окръжен съвет. Депутат е и във Второто обикновено народно събрание.